# Illuminations
Illuminations é um álbum lançado em setembro de 1974 pelos músicos Carlos Santana e Alice Coltrane. Músicos de jazz como Jules Broussard, Jack DeJohnette e Dave Holland também participaram do álbum, tocando saxofone, flauta, bateria e baixo. Alice toca alguns glissandos na harpa. O álbum é um álbum de jazz instrumental, com solos longos de guitarra, saxofone e teclado
O álbum chegou à 15ª posição na parada da Billboard.

## Faixas

### Lado um
1. "Guru Sri Chinmoy Aphorism" (Coster, Santana) - 1:11
2. "Angel of Air/Angel of Water" (Coster, Santana) - 9:55
3. "Bliss: the Eternal Now" (Coltrane) - 5:33

### Lado dois
1. "Angel of Sunlight" (Coster, Santana) - 14:43
2. "Illuminations" (Coster, Santana) - 4:18